# 巴瓜區
5°46′48″S 78°26′24″W / 5.78000°S 78.44000°W
巴瓜區（西班牙語：Distrito de Bagua），是秘魯的一個區，位於該國北部亞馬遜大區的巴瓜省，始建於2008年4月26日，面積815.1平方公里，2005年人口29,454，人口密度每平方公里36.1人。